# 2009年
2009年（2009 ねん）は、西暦（グレゴリオ暦）による、木曜日から始まる平年。平成21年。
この項目では、国際的な視点に基づいた2009年について記載する。

## 他の紀年法
- 干支：己丑（つちのと うし）
- 日本（月日は一致）
  - 平成21年
  - 皇紀2669年
- 大韓民国（月日は一致）
  - 檀紀4342年
- 中華民国（月日は一致）
  - 中華民国98年
- 朝鮮民主主義人民共和国（月日は一致）
  - 主体98年
- 仏滅紀元：2551年10月6日 - 2552年10月15日
- イスラム暦：1430年1月4日 - 1431年1月14日
- ユダヤ暦：5769年4月5日 - 5770年4月14日
- Unix Time：1230768000 - 1262303999
- 修正ユリウス日(MJD)：54832 - 55196
- リリウス日(LD)：155673 - 156037

## カレンダー
| 1月 |    |    |    |    |    |    |
| 日  | 月 | 火 | 水 | 木 | 金 | 土 |
|     |    |    |    | 1  | 2  | 3  |
| 4   | 5  | 6  | 7  | 8  | 9  | 10 |
| 11  | 12 | 13 | 14 | 15 | 16 | 17 |
| 18  | 19 | 20 | 21 | 22 | 23 | 24 |
| 25  | 26 | 27 | 28 | 29 | 30 | 31 |
|     |    |    |    |    |    |    |

| 2月 |    |    |    |    |    |    |
| 日  | 月 | 火 | 水 | 木 | 金 | 土 |
| 1   | 2  | 3  | 4  | 5  | 6  | 7  |
| 8   | 9  | 10 | 11 | 12 | 13 | 14 |
| 15  | 16 | 17 | 18 | 19 | 20 | 21 |
| 22  | 23 | 24 | 25 | 26 | 27 | 28 |
|     |    |    |    |    |    |    |

| 3月 |    |    |    |    |    |    |
| 日  | 月 | 火 | 水 | 木 | 金 | 土 |
| 1   | 2  | 3  | 4  | 5  | 6  | 7  |
| 8   | 9  | 10 | 11 | 12 | 13 | 14 |
| 15  | 16 | 17 | 18 | 19 | 20 | 21 |
| 22  | 23 | 24 | 25 | 26 | 27 | 28 |
| 29  | 30 | 31 |    |    |    |    |
|     |    |    |    |    |    |    |

| 4月 |    |    |    |    |    |    |
| 日  | 月 | 火 | 水 | 木 | 金 | 土 |
|     |    |    | 1  | 2  | 3  | 4  |
| 5   | 6  | 7  | 8  | 9  | 10 | 11 |
| 12  | 13 | 14 | 15 | 16 | 17 | 18 |
| 19  | 20 | 21 | 22 | 23 | 24 | 25 |
| 26  | 27 | 28 | 29 | 30 |    |    |
|     |    |    |    |    |    |    |

| 5月 |    |    |    |    |    |    |
| 日  | 月 | 火 | 水 | 木 | 金 | 土 |
|     |    |    |    |    | 1  | 2  |
| 3   | 4  | 5  | 6  | 7  | 8  | 9  |
| 10  | 11 | 12 | 13 | 14 | 15 | 16 |
| 17  | 18 | 19 | 20 | 21 | 22 | 23 |
| 24  | 25 | 26 | 27 | 28 | 29 | 30 |
| 31  |    |    |    |    |    |    |
|     |    |    |    |    |    |    |

| 6月 |    |    |    |    |    |    |
| 日  | 月 | 火 | 水 | 木 | 金 | 土 |
|     | 1  | 2  | 3  | 4  | 5  | 6  |
| 7   | 8  | 9  | 10 | 11 | 12 | 13 |
| 14  | 15 | 16 | 17 | 18 | 19 | 20 |
| 21  | 22 | 23 | 24 | 25 | 26 | 27 |
| 28  | 29 | 30 |    |    |    |    |
|     |    |    |    |    |    |    |

| 7月 |    |    |    |    |    |    |
| 日  | 月 | 火 | 水 | 木 | 金 | 土 |
|     |    |    | 1  | 2  | 3  | 4  |
| 5   | 6  | 7  | 8  | 9  | 10 | 11 |
| 12  | 13 | 14 | 15 | 16 | 17 | 18 |
| 19  | 20 | 21 | 22 | 23 | 24 | 25 |
| 26  | 27 | 28 | 29 | 30 | 31 |    |
|     |    |    |    |    |    |    |

| 8月 |    |    |    |    |    |    |
| 日  | 月 | 火 | 水 | 木 | 金 | 土 |
|     |    |    |    |    |    | 1  |
| 2   | 3  | 4  | 5  | 6  | 7  | 8  |
| 9   | 10 | 11 | 12 | 13 | 14 | 15 |
| 16  | 17 | 18 | 19 | 20 | 21 | 22 |
| 23  | 24 | 25 | 26 | 27 | 28 | 29 |
| 30  | 31 |    |    |    |    |    |
|     |    |    |    |    |    |    |

| 9月 |    |    |    |    |    |    |
| 日  | 月 | 火 | 水 | 木 | 金 | 土 |
|     |    | 1  | 2  | 3  | 4  | 5  |
| 6   | 7  | 8  | 9  | 10 | 11 | 12 |
| 13  | 14 | 15 | 16 | 17 | 18 | 19 |
| 20  | 21 | 22 | 23 | 24 | 25 | 26 |
| 27  | 28 | 29 | 30 |    |    |    |
|     |    |    |    |    |    |    |

| 10月 |    |    |    |    |    |    |
| 日   | 月 | 火 | 水 | 木 | 金 | 土 |
|      |    |    |    | 1  | 2  | 3  |
| 4    | 5  | 6  | 7  | 8  | 9  | 10 |
| 11   | 12 | 13 | 14 | 15 | 16 | 17 |
| 18   | 19 | 20 | 21 | 22 | 23 | 24 |
| 25   | 26 | 27 | 28 | 29 | 30 | 31 |
|      |    |    |    |    |    |    |

| 11月 |    |    |    |    |    |    |
| 日   | 月 | 火 | 水 | 木 | 金 | 土 |
| 1    | 2  | 3  | 4  | 5  | 6  | 7  |
| 8    | 9  | 10 | 11 | 12 | 13 | 14 |
| 15   | 16 | 17 | 18 | 19 | 20 | 21 |
| 22   | 23 | 24 | 25 | 26 | 27 | 28 |
| 29   | 30 |    |    |    |    |    |
|      |    |    |    |    |    |    |

| 12月 |    |    |    |    |    |    |
| 日   | 月 | 火 | 水 | 木 | 金 | 土 |
|      |    | 1  | 2  | 3  | 4  | 5  |
| 6    | 7  | 8  | 9  | 10 | 11 | 12 |
| 13   | 14 | 15 | 16 | 17 | 18 | 19 |
| 20   | 21 | 22 | 23 | 24 | 25 | 26 |
| 27   | 28 | 29 | 30 | 31 |    |    |
|      |    |    |    |    |    |    |

## できごと

### 1月
- 1月1日 
  - ウガンダ、オーストリア、トルコ、日本、メキシコが国際連合安全保障理事会の非常任理事国となる。
  - チェコがフランスに代わり欧州連合（EU）議長国となる。
  - スロバキアでユーロ導入。これにより、ユーロ圏は16か国に拡大[1]。
  - パラグアイの首都アスンシオンがアメリカ文化首都となる。
  - リトアニアの首都ヴィリニュスおよびオーストリアの都市リンツが欧州文化首都となる。
- 1月12日 - アメリカ合衆国への入国手続きに電子渡航認証システム（ESTA）が必須となる[2]。
- 1月13日 - エチオピア軍がソマリアから撤兵[3]。

- 1月15日

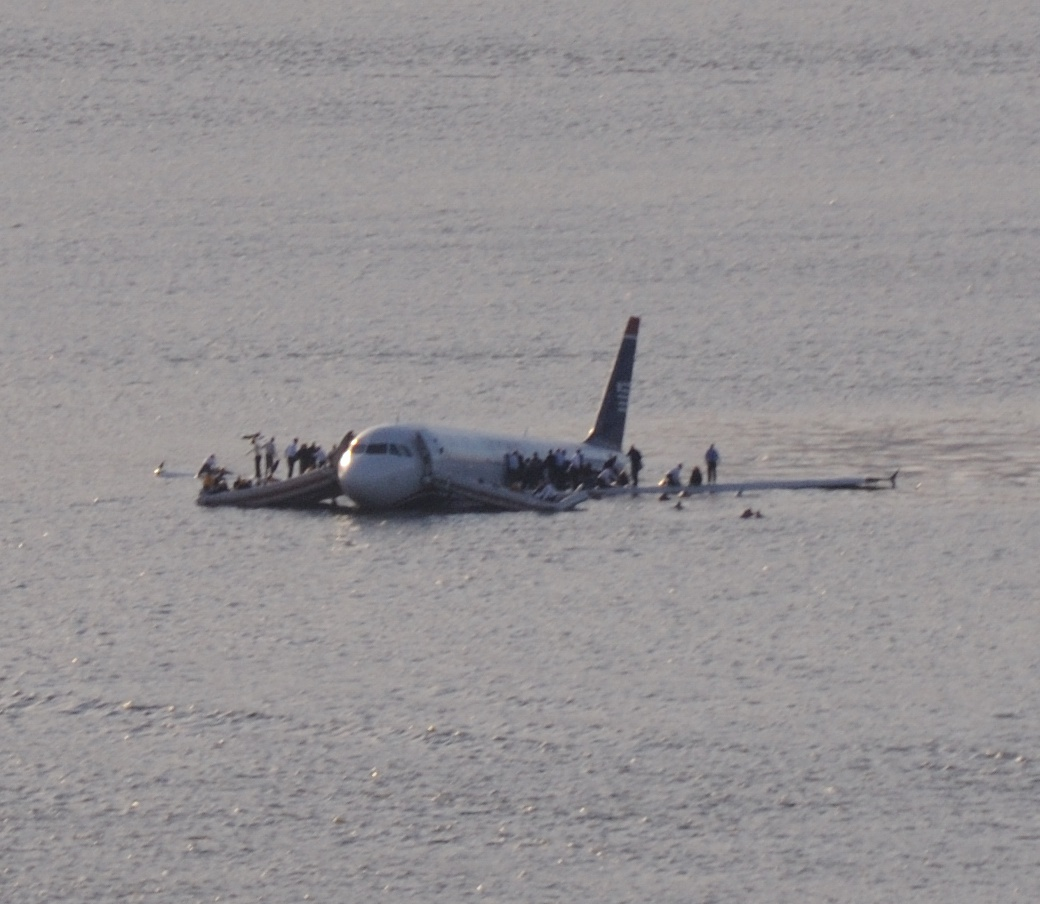
USエアウェイズ1549便不時着水事故

  - ジンバブエ中央銀行、100兆ジンバブエ・ドル紙幣の発行を発表[4]。
  - フランス・パリの国際連合教育科学文化機関（UNESCO）本部において世界天文年2009記念式典挙行。
  - USエアウェイズ1549便不時着水事故が発生。アメリカ合衆国・ニューヨーク州のハドソン川にエアバスA320が不時着水、乗組員・乗員計155名は全員無事救助される[5][6]。
- 1月17日 - イスラエルがガザ地区での紛争の停戦を一方的に宣言[7]。
- 1月18日 - 中華民国政府、景気対策として住民約2,300万人に対し、日本の地域振興券に似た「消費券」配布開始[8]。
- 1月20日 - バラク・オバマが、第44代アメリカ合衆国大統領に就任（バラク・オバマ大統領就任式も参照）。黒人の大統領は、アメリカ合衆国史上初めて[9][10]。
- 1月22日 - バラク・オバマ米大統領、キューバのグァンタナモ米軍基地のテロ容疑者収容所に加え、中央情報局（CIA）の全秘密収容所も閉鎖するよう命令[11]。
- 1月23日
  - 世界最初の温室効果ガス観測技術衛星「いぶき」など人工衛星計8基搭載したH-IIAロケット15号機、種子島宇宙センターから打ち上げ成功[12][13][14]。
  - コンゴ民主共和国反政府組織の指導者ローラン・ンクンダが、ルワンダ軍に拘束される[15]。
- 1月26日
  - 国際刑事裁判所において2002年に同裁判所が設置されて以来初となる公判開始。15歳未満の少年を組織的に徴兵したコンゴ愛国同盟トマス・ルバンガ元代表の戦争犯罪訴追[16]。
  - ナディア・スールマンがアメリカ合衆国のカリフォルニア州ロサンゼルス近郊のベルフラワーに位置し、カイザー・パーマネンテが運営する医療センターにて、アメリカ史上2例目となる八つ子の乳児（スールマン家の八つ子）を出産した[17][18]。
  - インドネシアで金環食観測。その他、東南アジア、インドでも日食観測[19]。
  - 世界的な金融危機により経済が破綻の瀬戸際にあるアイスランドにおいてゲイル・ホルデ政権が退陣[20][21][22]。
- 1月27日 - 日本の漁船「第38吉丸」、日本海でロシア沿岸警備隊に拿捕される[23]。
- 1月28日
  - 世界経済フォーラム（ダボス会議）開催[24]。
  - 国際通貨基金（IMF）、2009年の世界全体の経済成長率が0.5%と、第二次世界大戦後最悪となる見通しを発表[25]。

### 2月
- 2月1日
  - モスクワにおいてソヴィエト連邦崩壊後初となるロシア正教モスクワ総主教就任式挙行。キリル1世が新総主教就任[26]。
  - アイスランド政府、ヨハンナ・シグルザルドッティルを首相に任命。レズビアンであることを公言している人物として世界初の政府首脳となる[27]。
- 2月2日
  - ジンバブエにて、1兆ジンバブエ・ドルを1ジンバブエドルとするデノミネーションを実施すると発表[28]。
  - イラン、初の国産ロケットによる衛星打ち上げに成功[29]。
- 2月7日 - オーストラリア・メルボルン近郊において大規模な山火事発生。広範に延焼、173人死亡。2月12日、出火の原因となった放火容疑で2名を逮捕（2009年ビクトリア州森林火災）[30]。
- 2月9日 - 中華人民共和国・北京市で中国中央電視台（CCTV）の建設中本社ビルが、同局による無許可の打ち上げ花火によって全焼（中央電視台電視文化センター火災）[31]。
- 2月10日 - アメリカ合衆国とロシアの人工衛星が衝突。人工衛星どうしの初衝突事故（2009年人工衛星衝突事故）[32]。
- 2月12日 - コンチネンタル航空3407便がニューヨーク州・バッファロー郊外に墜落。乗客乗員49人全員および地上にいた1人の計50人死亡[33]。
- 2月13日 - 世界最初の月全体の地形図および重力地図が、国立天文台や国土地理院などの研究者チームにより作製されたと発表。月周回衛星「かぐや」の観測データによるもの[34][35][36]。
- 2月20日 - ラトビアでイヴァルス・ゴドマニス首相率いる内閣が総辞職[37]。
- 2月25日 - オランダ王国の首都アムステルダム郊外のスキポール国際空港で、イスタンブールのアタテュルク国際空港発のトルコ航空ボーイング737旅客機が着陸に失敗。乗客乗員135人のうち9人死亡、120人が負傷（トルコ航空1951便墜落事故）[38](p29,178–180)。
- 2月25日 - バングラデシュ・ライフル隊反乱事件が発生。バングラデシュ・ダッカ近郊で、同国の準軍事組織の隊員が待遇改善などを求めて反乱を起こした。翌26日に収束[39]。
- 2月26日 - 旧ユーゴスラビア国際戦犯法廷でミラン・ミルテノヴィッチ元セルビア共和国大統領に無罪判決、釈放が言い渡された[40]。

### 3月
- 3月2日 - ギニアビサウのジョアン・ヴィエイラ大統領が、反乱した国軍兵士により暗殺される。
- 3月3日 - ドイツのケルン市歴史文書館が崩壊。1000年以上前の史料を含む6万5千点余りの資料に被害[41]。
- 3月4日 - 国際刑事裁判所、スーダン・ダルフールでの戦争犯罪および人道に対する罪の容疑でオマル・アル＝バシール同国大統領に対する逮捕状を交付[42]。
- 3月11日
  - ドイツにおいてヴィネンデン銃乱射事件発生。15人が殺害される。
  - 大韓民国・釜山広域市において朝鮮民主主義人民共和国による日本人拉致被害者の親族が、大韓航空機爆破事件の実行犯、金賢姫と面会[43]。
- 3月12日 - ラトビア議会が、ヴァルディス・ドムブロフスキス元財務相の首相就任を承認[44]。
- 3月15日 - イエメン共和国南東部シバームで爆発があり、韓国人観光客4人が死亡、他に4名の負傷者が出た。イエメン治安当局は『仕掛けられた爆弾が爆発した』と看ており、テロの可能性を示唆している[45]。
- 3月20日 - 阪神なんば線開業、これにより阪神近鉄相互直通運転開始。
- 3月21日
  - ハンガリー首相のジュルチャーニ・フェレンツが、所属するハンガリー社会党大会で辞意を表明[46]。
  - 台灣国道6号全線開通。
- 3月23日 - フェデックス・エクスプレス80便着陸失敗事故が発生
- 3月24日 - チェコの代議院が、首相であるミレク・トポラーネクに対する不信任決議案を賛成101票、反対96票で可決[47]。
- 3月25日 - APECの首脳会議が横浜で開催されることが決定[48]。

### 4月
- 4月1日 - 4月2日 - イギリス・ロンドンにおいて第2回20か国・地域首脳会合（G20）が開催[49][50]。
- 4月3日 - プレアビヒア付近の国境未確定地域においてタイ軍とカンボジア軍が交戦、死者2人[51]。
- 4月5日
  - 11時30分頃、朝鮮民主主義人民共和国、咸鏡北道舞水端里より日本東方の太平洋上に向けて、ミサイル発射実験を実施。ミサイルは、1段目が秋田県沖の日本海に、2段目は東北地方上空を通過し、太平洋上に落下。長距離弾道ミサイル『テポドン2号』の改良型と見られている[52][53][54]。
  - バラク・オバマアメリカ合衆国大統領はプラハにおける演説で「アメリカ合衆国は、核兵器のない世界の平和と安全を追求する」と表明[55]。
- 4月6日 - イタリア中部のアブルッツォ州・ラクイラ近辺でマグニチュード（M）6.3の地震が発生（ラクイラ地震）[56]。
- 4月9日 - チェコ新首相に統計局長のヤン・フィシェルが任命される。5月に新政権を発足させ、10月初・中旬に実施予定の総選挙まで暫定的に国政の運営を担うことになる[57]。
- 4月14日 - バイナイ・ゴルドンがハンガリーの新首相に選出される[58]。
- 4月18日 - イランの裁判所、イラン系日系アメリカ人女性ジャーナリストのロクサナ・サベリに対し、スパイ容疑で懲役8年の判決[59]。
- 4月19日 - 北キプロス・トルコ共和国において議会選挙が実施され、キプロス共和国との統合に消極的とされる中道右派の国家統一党が勝利[60]。
- 4月24日 - 世界保健機関（WHO）、アメリカ合衆国とメキシコ合衆国で豚を起源とする新型インフルエンザ感染症が確認され、人間同士によるインフルエンザ感染事例が報告されたと発表[61]。
- 4月25日 - アイスランド総選挙。2月から暫定政権を担ってきた社会民主同盟と左翼環境運動が合計の議席数で過半数を獲得。独立党は敗北し、同国の独立以来占めてきた第1党の地位を失う[62]。
- 4月29日 - 北大西洋条約機構（NATO）本部、ブリュッセル駐在のロシアの外交官2名に対し、スパイ容疑で国外退去命令[63]。

### 5月
- 5月2日 - パナマで大統領選挙実施。民主改革党党首のリカルド・マルティネリが当選[64]。
- 5月4日 - ネパールのプラチャンダ首相が辞任。
- 5月16日 - インド下院総選挙。国民会議派率いる与党連合が261議席を獲得し圧勝。マンモハン・シン首相の続投に向けて、弾みをつけた[65][66]。5月22日、第2次マンモハン・シン内閣が発足した[67][68]。
- 5月17日 
  - リトアニアで大統領選挙実施。同国初の女性大統領となる欧州委員会財政計画・予算担当委員のダリア・グリバウスカイテが当選[69]。
  - マルクス・ペルソン（Notch）とMojang Studiosの社員が世界的サンドボックスビデオゲーム、Minecraftのパブリックアルファ版をリリース
- 5月18日 - スリランカ内戦が終結。
- 5月23日
  - 盧武鉉第16代目大韓民国大統領が自殺。
  - ドイツの次期大統領を選ぶ連邦集会（連邦議会議員と各連邦州代表とで構成）が開かれ、1,223人の選挙人による投票において現職のホルスト・ケーラーが再選。
  - フィリピン・ミンドロ島沖において乗客・乗員計約70人を乗せたフェリーが転覆、乗客のうち12名が死亡、57名が救助[70]。
  - ネパールの首相に議会第3党のネパール共産党統一マルクス・レーニン主義派からマーダブ・クマール・ネパールが就任。
- 5月25日 - 朝鮮民主主義人民共和国、2006年に続き2度目の核実験実施[71]。

### 6月
- 6月1日
  - アメリカ自動車会社最大手のゼネラルモーターズが連邦倒産法第11章適用申請、負債総額16兆4000億円。
  - エールフランス447便墜落事故。
- 6月4日 - 6月7日 - 欧州連合加盟27か国で欧州議会議員選挙実施。中道右派の欧州人民党グループが、第1会派を維持し勝利。中道左派の欧州社会党グループは、議席占有率を後退させた。経済危機を背景に、右派の勢力が伸長した[72][73][74]。
- 6月8日 - ルクセンブルクで代議院総選挙の結果、キリスト教社会党などによる連立与党が勝利[75]。
- 6月11日 - 世界保健機関（WHO）、新型インフルエンザの警戒水準を現行の「フェーズ5」から最高の「6」へと引き上げ、パンデミック（世界的大流行）を宣言。パンデミック宣言は、1968年の香港かぜ流行以来、41年ぶり[76]。
- 6月12日 - イラン大統領選挙。現職で保守強硬派のマフムード・アフマディネジャド大統領が62.6%の票を獲得し、20年ぶりの政界復帰を目指した改革派のミルホセイン・ムサビ元首相（得票33.8%）を破り再選。選挙過程に反発も[77]。同月15日、テヘラン市内の大規模集会で死傷者が出る[78][79]。
- 6月25日 - アメリカ合衆国の歌手、マイケル・ジャクソンが自宅で心肺停止状態となり逝去。専属医師によるプロポフォール等6種類の薬物の過剰投与を原因とする業務上過失致死容疑でロサンゼルス市当局が捜査[80]。
- 6月26日 -  中国の動画共有サイト「ビリビリ動画」がサービス開始。
- 6月28日 - ホンジュラスの大統領マヌエル・セラヤが軍隊によって拘束される。
- 6月30日 - リトアニアのヴィリニュス市で第2回リトアニア・日本建築フォーラム「East-East」が開催される。

### 7月
- 7月1日 - イーヴォ・サナデル・クロアチア首相が、突如辞任を表明。翌年に予定される大統領選挙への不出馬の意向も示し、政界を引退する方針[81]。
- 7月5日
  - ウイグル騒乱。中華人民共和国・新疆ウイグル自治区・ウルムチ市において、ウイグル族と漢民族の民族対立を背景に暴動が発生。多数の死傷者を出す[82][83]。
  - ブルガリアで総選挙実施。中道右派のヨーロッパ発展のためのブルガリア市民が、ブルガリア社会党などの与党連合を破って勝利[84]。
- 7月8日 - インドネシア大統領選挙実施。スシロ・バンバン・ユドヨノ大統領が得票率60.80%で再選[85]。
- 7月8日 - 7月10日 - 第35回主要国首脳会議、イタリア共和国・ラクイラで開催[86][87]。
- 7月12日 - ダリア・グリバウスカイテがリトアニア大統領に就任。
- 7月16日 - 7月26日 - 第8回ワールドゲームズ、台湾・高雄市で開催。
- 7月23日 - 東南アジア諸国連合地域フォーラム（ASEAN地域フォーラム）閣僚会議が、タイ王国のプーケットで開催。朝鮮半島の非核化、ミャンマーの民主化などについて議論する[88]。

### 8月
- 8月1日 - 
  - マレーシア・クアラルンプールで逮捕状や裁判なしで無期限に拘束が可能な国内治安法の廃止を求めて野党指導者を含む1万以上がデモに参加。589人が逮捕された[89]。
  - 株式会社そごうが株式会社西武百貨店と株式会社ミレニアムリテイリングと3社合併し、株式会社そごう・西武となった。
- 8月3日 - アフガニスタン西部ヘラートで爆弾テロが発生、12人が死亡。ターリバーンが犯行認める[90]。
- 8月4日 - 8月5日 - ビル・クリントン元アメリカ合衆国大統領が朝鮮民主主義人民共和国を非公式に訪朝。拘束されている中国系アメリカ人と韓国系アメリカ人記者2人の解放を求めて平壌において金正日総書記と会談した。大統領経験者の訪朝はジミー・カーター元アメリカ合衆国大統領以来、2回目[91]。
- 8月7日 - 平成21年台風第8号が台湾に上陸し、八八水災が起こった[92]。
- 8月8日 - インド・ウッタラーカンド州において大規模な地滑りが発生。少なくとも43人が死亡、多くの人数が土砂に埋まるなどして行方不明となる[93]。
- 8月10日 - メキシコのグアダラハラにおいて北米3カ国首脳会談（メキシコ、アメリカ合衆国、カナダ）を開催[94]。麻薬犯罪対策や新型インフルエンザ対策での協力関係強化。
- 8月18日  
  - 日産自動車が本社をグローバル本社ビル（横浜市西区）内に移転[95]。
  - 金大中第15代大韓民国大統領、多臓器不全により、85歳で死去。
- 8月20日
  - アフガニスタン大統領選。ハーミド・カルザイ大統領が54.6%の得票率を獲得する。その後、不正票を除いた結果、約48%となり、11月7日に決選投票アブドラ元外相との決選投票となったが再選[96][97]。
  - パンアメリカン航空103便爆破事件の犯人としてスコットランドの刑務所に収監されていた元リビア情報部員が特赦により釈放・帰国、アメリカ合衆国政府は非難[98]。
- 8月22日 - ギリシャ・アテネで山火事が発生し、同国政府が非常事態宣言[99]。

### 9月
- 9月6日 - フィリピン南部・ミンダナオ島沖で乗員・乗客971名が乗った大型客船「スーパーフェリー9」が沈没。961名が救助されたが、10名が死亡。
- 9月9日 - アエロメヒコ航空576便ハイジャック事件が起こる。
- 9月13日 - 中華人民共和国商務省は、アメリカ合衆国政府が9月11日に中国製タイヤに最大35%の追加関税をかけるセーフガード（緊急輸入制限）を発動すると発表したのを受けて輸入自動車製品と鶏肉製品についてダンピング（不当廉売）・補助金について調査の手続きを始めたと発表。9月16日にはアルゼンチン政府が中国製タイヤについてダンピング調査を行うことを発表した[100][101][102]。
- 9月16日 - 8月30日の衆議院選挙により、麻生内閣が総辞職。鳩山由紀夫内閣が誕生し、自民党から民主党への政権交代が起こる（〜2012年）。
- 9月17日 - バラク・オバマアメリカ合衆国大統領は、ホワイトハウスで声明を発表し、東欧地域へのミサイル防衛システム配備計画を中止する方針を明らかにした[103][104][105]。
- 9月21日
  - ブータンでマグニチュード（M）6.3の地震[106]。
  - ホンジュラスの元大統領マヌエル・セラヤが本国へ帰国。
- 9月21日 - 9月23日 - 鳩山由紀夫内閣総理大臣の初外遊において中華人民共和国・胡錦濤国家主席、ゴードン・ブラウンイギリス首相、バラク・オバマアメリカ合衆国大統領、メドベージェフロシア連邦大統領、李明博大韓民国大統領、ケビン・ラッドオーストラリア連邦首相と多国間において首脳会談が行われた[107][108][109][110][111][112]。
- 9月24日 - 9月25日 - アメリカ合衆国・ペンシルベニア州・ピッツバーグで第3回20か国・地域首脳会合（G20）が開催[113][114][115][116][117]。
- 9月26日 - 9月30日 - フィリピン・ベトナム・カンボジアで台風16号の影響による記録的な豪雨で710人が死亡[118][119][120]。
- 9月27日
  - ドイツにおいて連邦議会総選挙が実施。アンゲラ・メルケルドイツ連邦共和国首相率いるドイツキリスト教民主同盟と自由民主党の2党で過半数を獲得、ドイツ社会民主党との大連立が解消となる[121][122][123]。
  - ポルトガルにおいて共和国議会総選挙が実施される[124][125][126]。
- 9月27日 - 9月28日 - イラン・イラン革命防衛隊による恒例の軍事演習において短・中距離弾道ミサイルを発射実験[127][128]。
- 9月30日
  - 南太平洋・サモア近海でマグニチュード（M）8.1の巨大地震が発生。4.5~6mの津波が押し寄せ192人が死亡[129]。(2009年サモア沖地震)
  - インドネシア・スマトラ島沖でマグニチュード（M）7.7の大地震が発生し1,115人が死亡[130][131]。（2009年スマトラ島沖地震）

### 10月
- 10月1日 - イランがイランの核開発問題のある中、ウラン濃縮を継続していることについてジュネーヴにおいて国際連合安全保障理事会・常任理事国にドイツを加えた6ヶ国との間の交渉が始まる[132][133]。
- 10月2日
  - 第121回国際オリンピック委員会総会において2016年夏季オリンピックの開催都市にリオデジャネイロを決定[134][135]。
  - エチオピアにおいて人類の遠い先祖に当たる可能性があるラミダス猿人の全身骨格がほぼそろった化石が約440万年前の地層から発見される[136][137]。
- 10月3日 -  アイルランドで前日に実施されたリスボン条約批准に必要な憲法改正のための国民投票の開票が行われ賛成が67.1%を占めた[138]。
- 10月4日 - トルコ・イスタンブールにおいて財務大臣・中央銀行総裁会議（G7）が開催[139][140]。
- 10月4日 - 10月6日 - 中華人民共和国・温家宝国務院総理、国交樹立60周年を祝うため平壌を親善訪問、「中朝友好年」の閉幕式に出席。金正日総書記と会談、中朝経済関係の強化と六者会合への復帰を促す[141][142]。
- 10月7日 - インド・カルナータカ州とアーンドラ・プラデーシュ州において「数十年に一度」といわれる1週間続いた集中豪雨による河川の洪水に見舞われ、この日までに約270名以上が死亡、250万名以上が家屋を失う[143][144]。
- 10月8日
  - 南太平洋・バヌアツ諸島でマグニチュード（M）7.7の大地震が発生[145]。(バヌアツ地震)
  - ノーベル文学賞にドイツ・女性作家が受賞[146]。
- 10月9日 - ノーベル平和賞をバラク・オバマアメリカ合衆国大統領が受賞。「核なき世界」「国際協調」「対話路線」を評価しての受賞[147][148]。
- 10月10日
  - 中華人民共和国・北京市において日中韓首脳会談が開催[149]。
  - トルコとアルメニアが国交を樹立[150][151]。
  - パキスタンの首都イスラマバード近郊の軍司令部の施設に侵入しようとした武装勢力と兵士が検問所において銃撃戦。翌朝、武装勢力4人が人質を取って立てこもっていた建物に特殊部隊が突入。武装勢力8名とパキスタン軍6名、人質3名が死亡[152][153][154]。
- 10月22日 - マイクロソフトのオペレーティングシステム (OS) 最新版「Windows 7」が発売開始。
- 10月25日 - チュニジア大統領選挙。ザイン・アル＝アービディーン・ベン＝アリー大統領が89.62%を獲得して5回目の再選[155][156]。
- 10月26日 - 10月27日 - トルコ・レジェップ・タイイップ・エルドアン首相がイラン訪問。経済情勢・イランの核開発問題について協議[157][158][159]。
- 10月28日 - アメリカ航空宇宙局、スペースシャトルの後継機である初のロケット試験機「アレスI」の打ち上げに成功[160]。
- 10月30日 - 欧州理事会がブリュッセルで開かれ、チェコのヴァーツラフ・クラウス大統領が要求していた同国に対するリスボン条約における欧州連合基本権憲章の適用除外に合意する[161]。

### 11月
- 11月3日 - チェコの憲法裁判所はリスボン条約が同国の国内法に違反しない判断を示し、これを受けて大統領ヴァーツラフ・クラウスはリスボン条約の批准書に署名した[162]。
- 11月4日 - トヨタF1チームが2009年のF1世界選手権限りで撤退することを発表した。
- 11月13日 - バラク・オバマアメリカ合衆国大統領が初来日。
- 11月14日 - 11月15日 - シンガポールでアジア太平洋経済協力会議（APEC）開催。
- 11月14日 - 釜山射撃場火災
- 11月19日 - 欧州連合（EU）の初代欧州理事会常任議長（EU大統領）にヘルマン・ファンロンパイベルギー首相を選出[163]。
- 11月21日 - 任天堂が ニンテンドーDSi LLを発売。

### 12月
- 12月1日 - 欧州連合（EU）の新基本条約であるリスボン条約が発効[164]。
- 12月7日 - 12月18日 - 第15回気候変動枠組条約締約国会議が開催。
- 12月14日 - イギリスの寝台列車「オリエント急行」の定期列車が廃止。
- 12月16日 - 太陽系外惑星GJ 1214 bが発見される[165]。

## イベント・行事

### 国際年
- 世界天文年（International Year of Astronomy）
- 国際和解年（International Year of Reconciliation）
- 国際天然繊維年（International Year of Natural Fibres）
- 国際ゴリラ年（Year of the Gorilla）
- 国際サメ年（International Year of the Shark）

## 天文現象

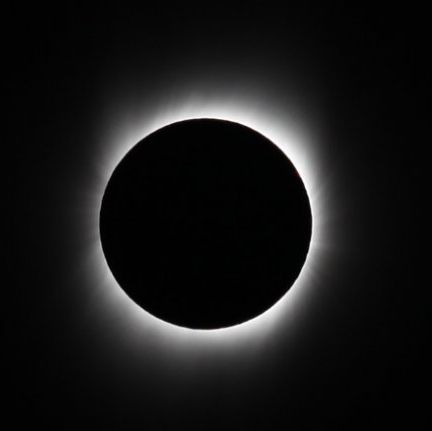
2009年7月22日の日食

- 2009年7月22日の日食7月22日 - インド、中華人民共和国、日本などの国々や太平洋の島々にて、継続時間が今世紀最長となる皆既日食を観測（2009年7月22日の日食）[166]。

## 芸能・文化・ファッション

### 世相
- 豚の間で流行していたウイルスが人に感染したことにより、A型・H1N1亜型の新型インフルエンザが世界的流行となった（2009年新型インフルエンザの世界的流行）。

### 映画
- モンスターVSエイリアン
- アイス・エイジ3/ティラノのおとしもの
- くもりときどきミートボール
- ブレンダンとケルズの秘密
- ファンタスティック Mr.FOX
- メアリー & マックス
- カールじいさんの空飛ぶ家
- 2012
- ニュームーン/トワイライト・サーガ
- プリンセスと魔法のキス
- アバター
- イングロリアス・バスターズ
- ウォッチメン
- きっと、うまくいく
- (500)日のサマー
- コララインとボタンの魔女
- シャーロック・ホームズ
- 白いリボン
- スター・トレック(2009版)
- ゾンビランド
- 第9地区
- 冷たい雨に撃て、約束の銃弾を
- トランスフォーマー: リベンジ
- 母なる証明
- ハリー・ポッターと謎のプリンス
- ハングオーバー! 消えた花ムコと史上最悪の二日酔い
- 瞳の奥の秘密
- マイケル・ジャクソン THIS IS IT

## 誕生

### 1月
- 1月5日 - 込江大牙 - 子役男優、 日本
- 1月8日 - 西澤愛菜 - 子役女優、 日本
- 1月9日 - 赤間凛音 - 女子スケートボーダー、 日本、2024年パリオリンピックのスケートボード競技・女子ストリートの銀メダリスト。
- 1月10日 - 大角ゆき - 子役女優、NHK教育テレビジョンいないいないばあっ!６代目おねえさん。 日本
- 1月13日 - ギュナイ滝美 - 子役女優、モデル、 日本
- 1月22日 - 池川侑希弥 - 子役男優、 日本
- 1月28日 - 松本惣己 - 子役男優、 日本
- 1月30日 - 五十嵐陽向 - 子役男優、 日本

### 2月
- 2月4日 - 髙橋來 - 子役男優 日本
- 2月8日 - 大藏章照 - 能楽師狂言方、大藏流、 日本
- 2月9日 - 坂元愛登 - 子役男優、 日本
- 2月10日 - 三宅りむ - 子役女優、 日本
- 2月13日 - 外川燎 - 子役男優、 日本
- 2月19日 - ムン・ウジン - 子役男優、 韓国
- 2月20日 - 木村咲愛 - 子役女優、アイドル、女性アイドルグループ『さくら学院』元メンバー（最年少）。
- 2月21日 - 咲蘭 (プロレスラー) - 女子プロレスラー、 日本
- 2月28日 - サヴォ・ラダノヴィッチ - 男子サッカー選手、 セルビア ボスニア・ヘルツェゴビナ

#### 日不明
- アーチー・イェーツ - 男優、 アメリカ合衆国

### 3月
- 3月2日 - 仲邑菫 - 韓国棋院所属の囲碁棋士（客員）、四段。 日本
- 3月3日 - 川北のん - 元子役女優、元タレント、 日本
- 3月6日 - 青島もも - 女子アーティスト、 日本
- 3月6日 - 中川望 (子役) - 子役男優、中川翼は実兄、 日本
- 3月10日 - 林美澪 - 女子ファッションモデル、元アイドル、女子アイドルグループ『SKE48』の元メンバー（10期生・当時最年少）。 日本
- 3月16日 - 榎本月海 - 女子ファッションモデル、 日本
- 3月28日 - 髙橋大翔

### 4月
- 4月3日 - 小山春朋、子役
- 4月15日 - ジュリア・バターズ - 子役女優、 アメリカ合衆国
- 4月21日 - 越山敬達 - 子役男優、モデル
- 4月27日 - 池下リリコ - Ｆｏｏｒｉｎの元メンバー。 日本

### 5月
- 5月1日 - 北村礼 - 女子サッカー選手、 香港
- 5月1日 - 田村海優 - 子役女優、 日本
- 5月4日 - 西山蓮都 - 子役男優、 日本
- 5月4日 - ヘンリック (デンマーク王子)、デンマークの王族、 デンマーク
- 5月8日 - 石田星空 - 子役男優、 日本
- 5月10日 - 森本陸斗 - 子役男優、 日本
- 5月10日 - 横山芽生 - 子役女優、 日本
- 5月13日 - 石毛宏樹 - 子役男優、 日本
- 5月13日 - 和田薫子 - 女子フィギュアスケート選手（女子シングル）、 日本
- 5月16日 - 高丸えみり - 子役女優、 日本
- 5月20日 - 田野井健 - 子役男優、 日本
- 5月20日 - 矢崎由紗 - 子役女優、 日本
- 5月26日 - 加藤礼愛 - 女子ポップ・ミュージック歌手、 日本
- 5月26日 - 勅使河原空 - 子役男優、 日本

### 6月
- 6月1日 - ヘンド・ザザ - 女子卓球選手 シリア
- 6月3日 - 伊藤真央 - 女流棋士、 日本
- 6月4日 - 中野遥斗 - 子役男優、 日本
- 6月10日 - 金子晃翔、子役男優、 日本
- 6月11日 - 美蘭 (プロレスラー) - 女子プロレスラー、 日本
- 6月12日 - キム・ユソン (フィギュアスケート選手)、女子フィギュアスケート選手、 韓国
- 6月19日 - 馬場夏音 - 子役女優、 日本
- 6月20日 - 児玉隼人 - 音楽家、トランペット奏者、 日本
- 6月22日 - 東未結 - 子役女優、 日本

### 7月
- 7月15日 - 伊藤篤志 - 子役男優、 日本
- 7月20日 - セス (2009年生の子役)、子役、 日本 アメリカ合衆国
- 7月21日 - 皐紗 - 子役女優、旧名：ギラルド 沙羅、 日本
- 7月29日 - 須田理央 - 子役女優、 日本
- 7月29日 - 渡邊杏奈 - 子役女優、 日本
- 7月31日 - 梶原叶渚 - 子役女優、梶原雄太の娘（長女） 日本

### 8月
- 8月1日 - 谷川理音ー子役男優、 日本
- 8月19日 - 川上凛子 - 子役女優、 日本
- 8月28日 - 工藤璃星 - 女子スノーボード選手、2024年江原道ユースオリンピック金メダリスト、 日本

### 9月
- 9月1日 - 鎌田英怜奈 - 子役女優、 日本
- 9月2日 - 山口太幹 - 子役男優、 日本
- 9月7日 - 筧礼 - 子役女優、 日本
- 9月15日 - 木村皐誠 - 子役男優、 日本
- 9月22日 - 伊藤沙音 - 女子ファッションモデル。 日本
- 9月22日 - 吉沢恋、女子スケートボーダー、2024年パリオリンピックのスケートボード競技・女子ストリートの金メダリスト。 日本
- 9月25日 - 石原颯也 - 子役男優、 日本
- 9月28日 - キャバン・サリバン - 男性プロサッカー選手、 アメリカ合衆国
- 9月30日 - 岡本弥歩 - 子役女優、 日本

### 10月
- 10月5日 - 森田瑞姫 - 子役女優、 日本
- 10月9日 - 森美理愛 - 子役女優、森優理斗は実弟、 日本
- 10月12日 - 佐々木告 - 子役女優、 日本
- 10月21日 - 稲毛眞生 - 子役男優、 日本
- 10月30日 - 大谷紅緒 - 子役女優、 日本

### 11月
- 11月1日 - 星乃あんな - 子役女優、 日本
- 11月7日 - 清古尊 - アートプロモーター、手形コレクター、チョキサウルス協会代表、原爆ドーム合作絵画の会2代目主宰。 日本
- 11月9日 - 三好美羽 - 女子陸上競技選手、短距離走専門、 日本
- 11月10日 - 布施麻理亜 - 子役女優、 日本
- 11月12日 - 清水さら - 女子スノーボード選手、2024年江原道ユースオリンピック銀メダリスト。 日本
- 11月19日 - 大島美優 - 子役女優、元アイドル、女性アイドルグループ『Ciào Smiles』元メンバー（最年少）。 日本
- 11月19日 - ガストン・ドルレアン (2009-) - フランスの旧王家。 フランス
- 11月26日 - 山口祐輝 - 子役男優、 日本
- 11月27日 - 堰沢結愛 - 子役女優、堰沢結萌は実妹、堰沢結衣は実姉。 日本

### 12月
- 12月2日 - 新井萌心 - 子役女優、 日本
- 12月5日 - 黒川想矢 - 子役男優、 日本
- 12月6日 - 山城琉飛 - 子役男優、山城沙羅は実妹、 日本
- 12月9日 - 西川愛莉 - 子役女優、 日本
- 12月16日 - 白水ひより - 子役女優、女性ファッションモデル、 日本
- 12月17日 - 安山夢子 - 子役女優
- 12月19日 - 崔宸曦 - 女子スケートボード選手
- 12月26日 - 佐藤結愛 - 女子ファッションモデル、 日本
- 12月28日 - 高平凛人 - 子役男優、 日本
- 12月30日 - 国本姫万里 - 子役女優、ファッションモデル、タレント、 日本
- 12月31日 - マックス・ダウマン - 男子 イギリス

#### 日不明
- 吉江怜那 - 女子モデル、 日本

### 月日不明
- バナ・アルアベド -  シリア
- リディマ・パンディ - 環境運動家、 インド

## 人物以外
- 2月20日 - ジェンティルドンナ、競走馬
- 3月6日 - ゴールドシップ、競走馬
- 3月9日 - ジャスタウェイ、競走馬

## ノーベル賞
- 物理学賞 - チャールズ・カオ、ウィラード・ボイル、ジョージ・E・スミス
- 化学賞 - アダ・ヨナス、ヴェンカトラマン・ラマクリシュナン、トマス・A・スタイツ
- 生理学・医学賞 - エリザベス・H・ブラックバーン、キャロル・W・グライダー、ジャック・W・ショスタク
- 文学賞 - ヘルタ・ミュラー
- 平和賞 - バラク・オバマ
- 経済学賞 - エリノア・オストロム、オリバー・ウィリアムソン